# Список пусковых участков и новых станций Минского метрополитена

В этом списке приводятся все пусковые участки новых перегонов и/или новых станций минского метрополитена. Указаны только построенные участки, без строящихся и проектируемых.
| № п/п | Линия | Участок                                | Дата                 | Станций | Длина (км) | Станций всего | Длина всего | Прим.            |
| ----- | ----- | -------------------------------------- | -------------------- | ------- | ---------- | ------------- | ----------- | ---------------- |
| 1     | 1     | Институт культуры — Московская         | 29 июня 1984 года    | 8       | 7,84       | 8             | 8,6         | [ 1 ]            |
| 2     | 1     | Московская — Восток                    | 31 декабря 1986 года | 1       | 1,71       | 9             | 9,5         | [ 2 ]            |
| 3     | 2     | Фрунзенская — Тракторный завод         | 31 декабря 1990 года | 5       | 6,12       | 14            | 15,6        | Без Первомайской |
| 4     | 2     | Первомайская                           | 28 мая 1991 года     | 1       | –          | 15            | 15,6        |                  |
| 5     | 2     | Пушкинская — Фрунзенская               | 3 июля 1995 года     | 2       | 2,92       | 17            | 18,6        | [ 3 ]            |
| 6     | 2     | Тракторный завод — Автозаводская       | 7 ноября 1997 года   | 2       | 3,55       | 19            | 21,9        | [ 4 ]            |
| 7     | 2     | Автозаводская — Могилёвская            | 5 сентября 2001 года | 1       | 1,79       | 20            | 23,7        | [ 5 ]            |
| 8     | 2     | Каменная горка — Пушкинская            | 7 ноября 2005 года   | 3       | 3,93       | 23            | 27,6        | [ 4 ]            |
| 9     | 1     | Восток — Уручье                        | 7 ноября 2007 года   | 2       | 2,69       | 25            | 30,3        | [ 4 ]            |
| 10    | 1     | Институт культуры — Петровщина         | 7 ноября 2012 года   | 3       | 5,12       | 28            | 35,42       | [ 6 ]            |
| 11    | 1     | Петровщина — Малиновка                 | 3 июня 2014 года     | 1       | 1,85       | 29            | 37,27       | [ 7 ]            |
| 12    | 3     | Юбилейная площадь — Ковальская Слобода | 7 ноября 2020 года   | 4       | 3,53       | 33            | 40,80       | [ 8 ]            |
| 13    | 3     | Ковальская Слобода — Слуцкий гостинец  | 30 декабря 2024 года | 3       | 4,14       | 36            | 44,89       | [ 9 ]            |